# Everniastrum vexans
Everniastrum vexans är en lavart som först beskrevs av Alexander Zahlbruckner, och fick sitt nu gällande namn av Hale ex Sipman. Everniastrum vexans ingår i släktet Everniastrum och familjen Parmeliaceae.   Inga underarter finns listade i Catalogue of Life.